# 克洛德·约瑟夫·若弗鲁瓦
克洛德·约瑟夫·若弗鲁瓦（法語：Claude Joseph Geoffroy，1685年—1752年）是位法國藥劑師與化學家，為法國醫師暨化學家的艾蒂安·弗朗索瓦·若弗鲁瓦（法語：Étienne François Geoffroy）之弟。
憑著在植物學上的豐富知識，他特別專注於植物精油的研究。
他通常被稱為小若弗魯瓦（Geoffroy the Younger）以與其兄長大若弗魯瓦（Geoffroy the Elder）作區分。然而，這又會與同時期被稱為「小克洛德·若弗魯瓦（Claude Geoffroy the Younger）」的克洛德·弗朗索瓦·若弗鲁瓦（法語：Claude François Geoffroy，1729年–1753年）混淆。